# ステイン・アライヴ
「ステイン・アライヴ」（Stayin' Alive）は、ポップ・グループのビージーズの楽曲である。メンバーのギブ三兄弟が制作し、映画『サタデー・ナイト・フィーバー』のサウンドトラックから2枚目のシングルとして、1977年12月13日に発売された。
1978年2月4日から、全米シングルチャートで4週連続1位を記録した。また、2021年に発表された『ローリング・ストーンの選ぶオールタイム・グレイテスト・ソング500』において、99位にランクイン。

## 解説
ビージーズのマネージャーであるロバート・スティッグウッドは、彼が計画している映画のために曲を制作するようビージーズへ要請した。まだ、この時点では映画は初期段階で、名前もついていなかった。ビージーズは、パリのスタジオで数日の間で「ステイン・アライヴ」を制作した。なお、有名なサウンドトラックは当時、税金対策のためフランスで録音されているものが多かった。
ドラマーのデニス・ブライオンの母親がセッションの最中に亡くなったため、ビージーズは代替メンバーを探した。しかし、フランスのこの地域で代わりのドラマーが見つからず、ドラムマシーンを使用することになったが、グループにはまだ満足できなかった。そこで、デニス・ブライオンの演奏ですでに録音された「恋のナイト・フィーバー」のドラムトラックを聴いた後、グループとエンジニアのアルビー・ガルテンは、その曲の2小節を別々のトラックに再録音（いわゆるドラムループ）し、「ステイン・アライヴ」のセッションで使用した。これによりこの曲全体を通して変わらないリズムとなっている。
なお、グループはジョークとしてこの曲のドラマーのクレジットを"Bernard Lupe"（セッションドラマーとして知られるバーナード・パーディーの名前をもじったもの）としたが、このドラマーが実在しないことが判明するまで、このドラマーが何者かということについてしばし話題となっていた。
日本では、2008年にホンダ・オデッセイ（4代目）のCMソングに起用された。また、NHK Eテレで放送されていた『ハッチポッチステーション』では、グッチ裕三が童謡「クラリネットをこわしちゃった」と合体した形で歌唱した。

## サタデー・ナイト・フィーバー
この曲は、当初シングルとして発売される予定はなかった。しかし、ラジオ局にリクエストが殺到したこともあり、サタデー・ナイト・フィーバーのサウンドトラック発売の1ヶ月後である1977年12月中旬にリリースされ、翌年2月には全米シングルチャートで1位を記録し、そのまま4週間チャート1位を維持した。しかし、イギリスでは全英シングルチャートで最高4位を記録するのにとどまった。
1978年は、ビージーズの年だった。「ステイン・アライヴ」から1位の座を奪ったのは、彼らの弟であるアンディ・ギブの「愛の面影」であり、その次に1位となったのはビージーズ自身の「恋のナイト・フィーバー」だった。その次に1位となったイヴォンヌ・エリマンの「アイ・キャント・ハブ・ユー」も含めて、4曲すべてバリー・ギブが制作した曲である。

## 主なカバー・バージョン
- N-トランス - 1995年にカバーしたバージョンが、全英シングルチャートで2位を記録[6]。フジテレビ系列で深夜に放送されていた音楽番組『BEAT UK』のUKシングルチャートでNo.1を獲得。
- ワイクリフ・ジョン - 1997年のシングル「We Trying to Stay Alive」でサンプリング。全英シングルチャートで13位を[7]、全米で45位を記録。
- 西城秀樹 - 1978年7月22日後楽園球場で開催された「BIG GAME'78 HIDEKI」にてカバー。『BIG GAME'78 HIDEKI』に収録されている。
- アヴちゃん（女王蜂） - 2022年公開の映画『ブレット・トレイン』の挿入歌としてカバー[8][9]。

## ステイン・アライヴと胸骨圧迫
この曲は平均のテンポが103/分ということで、心臓発作を起こして倒れた人に行う胸骨圧迫（心臓マッサージ）で推奨されている100/分（ガイドライン2015では100〜120回/分に改訂）の速さにほぼ近いということを、米イリノイ大学医学部の研究チームが2008年に発表した。そのため、胸骨圧迫の速さを覚えるためにもこの曲が使われることが多い。
日本では、「アンパンマンのマーチ」「ドラえもんのうた」「帰ってこいよ」「Diamonds」（手で強く押した後、裏打ちに合わせて一旦力を抜くことを意識でき、より効果を高められるとされる。）「世界に一つだけの花」「夏色」などが、胸骨圧迫に近いテンポとして推奨されている。

## チャート

### 週間チャート
| チャート (1978年)                           | 最高位 |
| ------------------------------------------- | ------ |
| オーストラリア (Kent Music Report)          | 1      |
| オーストリア (Ö3 Austria Top 40)            | 2      |
| ベルギー (Ultratop 50 Flanders)             | 2      |
| カナダ トップシングルス (RPM)               | 1      |
| カナダ アダルト・コンテンポラリー (RPM)     | 2      |
| カナダ ダンス/アーバン (RPM)                | 13     |
| ヨーロッパ (Eurochart Hot 100)              | 1      |
| フィンランド (Suomen virallinen lista)      | 2      |
| フランス (IFOP)                             | 2      |
| アイルランド (IRMA)                         | 4      |
| イタリア (Musica e Dischi)                  | 1      |
| 日本 (オリコン)                             | 15     |
| メキシコ                                    | 1      |
| オランダ (Dutch Top 40)                     | 1      |
| オランダ (Single Top 100)                   | 3      |
| ニュージーランド (Recorded Music NZ)        | 1      |
| ノルウェー (VG-lista)                       | 4      |
| ポルトガル (Musica & Som)                   | 2      |
| 南アフリカ (Springbok Radio)                | 1      |
| スペイン (Promusicae)                       | 2      |
| スウェーデン (Sverigetopplistan)            | 3      |
| スイス (Schweizer Hitparade)                | 2      |
| UK シングルス (OCC)                         | 4      |
| 全米 Billboard Hot 100                      | 1      |
| 全米 アダルト・コンテンポラリー (Billboard) | 28     |
| 全米 ダンス・クラブ・ソングス (Billboard)   | 3      |
| 全米 ホット・ソウル・シングルス (Billboard) | 4      |
| 全米 キャッシュボックス Top 100             | 1      |
| 全米 レコード・ワールド・シングルス         | 1      |
| 西ドイツ (GfK Entertainment charts)         | 2      |

| チャート (1989年) | 最高位 |
| ----------------- | ------ |
| フランス (SNEP)   | 44     |

| チャート (2012年)    | 最高位 |
| -------------------- | ------ |
| フランス (SNEP)      | 62     |
| 日本 (Japan Hot 100) | 81     |

| チャート (2014年) | 最高位 |
| ----------------- | ------ |
| フランス (SNEP)   | 165    |

| チャート (2020年)                         | 最高位 |
| ----------------------------------------- | ------ |
| US Hot Dance/Electronic Songs (Billboard) | 6      |

| チャート (1978年)                                 | 順位 |
| ------------------------------------------------- | ---- |
| オーストラリア (Kent Music Report)                | 4    |
| オーストリア (Ö3 Austria Top 40)                  | 6    |
| ベルギー (Ultratop 50 Flanders)                   | 6    |
| カナダ (RPM)                                      | 9    |
| フランス (IFOP)                                   | 12   |
| オランダ (Dutch Top 40)                           | 6    |
| オランダ (Single Top 100)                         | 7    |
| 南アフリカ (Springbok Radio)                      | 4    |
| スイス (Schweizer Hitparade)                      | 5    |
| 全米 Billboard Hot 100                            | 4    |
| 全米 ホット R&B/ヒップホップ ソングス (Billboard) | 47   |
| 全米 キャッシュボックス Top 100                   | 2    |

| チャート (2021年)                                        | 順位 |
| -------------------------------------------------------- | ---- |
| 全米 ホット ダンス/エレクトロニック ソングス (Billboard) | 84   |

| チャート (1958-2018年) | 順位 |
| ---------------------- | ---- |
| 全米 Billboard Hot 100 | 59   |